# Sankt Bartholomä (Steiermark)
Sankt Bartholomä ist eine Gemeinde westlich von Graz mit 1503 Einwohnern (Stand 1. Jänner 2024) in der Steiermark.

## Geografie

### Geografische Lage
Die Gemeinde Sankt Bartholomä liegt in der Weststeiermark im westlichen Teil des Bezirkes Graz-Umgebung, etwa 14 Kilometer westlich der Landeshauptstadt Graz. Im Westen der Gemeinde verläuft die Grenze zum Bezirk Voitsberg. Die Gemeinde liegt im nördlichen Liebochtal und umfasst die Talebene sowie die daran anschließenden Hügelketten. Der südliche Gemeindeteil erstreckt sich über die Hügel, welche den Übergang zum benachbarten Södingtal bilden. Das Ortszentrum mit dem gleichnamigen Dorf liegt auf einem zwischen dem Fuchskogel im Norden und dem Kreuzegg im Süden verlaufenden Hügelrücken am westlichen Ufer des Liebochbachs. Das Gemeindegebiet wird von Nordwesten nach Südosten hin vom Liebochbach durchflossen.
Die Fläche der Gemeinde beträgt 11,74 km², von denen 9,32 km² (Stand 2020) als land- und forstwirtschaftliche Nutzfläche genutzt werden. Das Gemeindezentrum liegt auf einer Seehöhe von 488 Metern, während ein östlich des Schmelzerkogels und nördlich des Fuchskogels gelegener, unbenannter Kogel mit fast 700 Metern den höchsten Punkt im Gemeindegebiet darstellt. 

### Gemeindegliederung
Die Gemeinde Sankt Bartholomä gliedert sich in drei Katastralgemeinden und vier Ortschaften. Die Katastralgemeinde Jaritzberg befindet sich östlich des Liebochbaches und erstreckt sich über eine Fläche von 4,95 Quadratkilometer. Die beiden Katastralgemeinden Lichtenegg und St. Bartholomä befinden sich westlich des Liebochbaches und umfassen eine Fläche von 2,87 und 3,89 Quadratkilometer. Lichtenegg bildet dabei den nordwestlichen und St. Bartholomä den südwestlichen und südlichen Teil der Gemeinde. Die Ortschaft Reiteregg liegt südlich des Hauptortes und war ursprünglich eine eigenständige Ortsgemeinde, welche nach ihrer Auflösung am 1. Jänner 1952 zwischen Sankt Bartholomä und Hitzendorf aufgeteilt wurde. Im südwestlichen Teil der Gemeinde befindet sich die Rotte Kreuzegg. An der südwestlichen Gemeindegrenze ist ein Teil der ansonsten zu Hitzendorf gehörigen Streusiedlung Michlbach eingemeindet.
Die Ortschaften sind (in Klammern Einwohnerzahl Stand 1. Jänner 2024):
- Jaritzberg (591)
- Lichtenegg (125)
- Reiteregg (284)
- Sankt Bartholomä (503) samt Kreuzegg und Michlbach

Des Weiteren kann das Gemeindegebiet in weitere Gebiete und Gegenden mit regionalen und zum Teil alten Bezeichnungen unterteilt werden, welche jedoch nicht von statistischer Bedeutung und heute teilweise auch in Vergessenheit geraten sind. Die Berglehne, auf welcher sich die Ortschaft St. Bartholomä sowie die Pfarrkirche Sankt Bartholomä befinden, trägt die Bezeichnung Kirchleiten. Zwischen der Alten Kirche und dem Gehöft Pittrich erstreckt sich die Gegend Rinderschick bzw. Rinnerschink. Zwischen dem Ort St. Bartholomä und dem Strimkogel befindet sich die Ortschaft Lichtenegg sowie am Fuße des Strimkogels die Ortschaft Strim bzw. Stringen mit dem Gehöft Strimbauer. Vom Strimkogel in Richtung Södingtal erstreckt sich der Lercheckkogel mit den Ortschaften Lercheck und Palpas. Beim Gehöft Steinleitner befindet sich die so genannte Steinleiten. Der bewaldete Kogel zwischen der Pfarrkirche und dem Kreuzegg trug früher die Bezeichnung Puchas, woran heute noch die Bezeichnung Puchhaus für das Gehöft an der höchsten Stelle des Hafenberges erinnert. Unterhalb des Kreuzeggs befindet sich die Gigelleiten mit dem Gehöft Gigelbauer. Vom Puchhaus bis zur Hafenbergmühle erstreckt sich auch die Gegend Hafenberg. An der westlichen Seite des Hafenberges befindet sich das Schloss Sonneck. An der südlichen Seite des Hafenberges, zwischen dem Buschenschank Höller und dem Waldrand erstreckt sich die Ortschaft Brandl. Die Bergrücken zwischen Brandl und Kalchberg trugen früher die Bezeichnung Mern oder Marn woran heute noch der Name des Gehöfts Mahrbauer erinnert.
Im südlichen Teil der Katastralgemeinde Jaritzberg befinden sich zwischen der Eck genannten Gegend und dem Liebochbach drei kleine Bergrücken. welche als Prankereck oder Teuffenbach bezeichnet werden. Der von der Gemeinde Sankt Oswald bei Plankenwarth herunterführende kleine Graben trägt im oberen Teil den Namen Rodeten und im unteren Teil den Namen Wiedenbach. Der Bergrücken zwischen dem Gehöft Kolmannbaue und dem Gasthaus Guggi trägt den Namen Wolfhaim und der Bergrücken, der von Sankt Oswald bis zum ehemaligen Eckwirt verläuft, heißt Oswaldegg. Vom Haflingerhof verläuft ein Bergrücken in westlicher Richtung, der zum Jaritzgraben hin abfällt. Beim Gehöft Brunnleitner befindet sich eine Brunnleiten genannte Berglehne, welche durch den Gießgraben von der gegenüber liegenden Berglehne mit dem Gehöft Gießgrabner getrennt wird. Bei der ehemaligen Herzenkraft- und Stürgkhmühle im nördlichen Teil Jaritzbergs bildet der Liebochbach eine Mulde. welche genauso wie der Graben zwischen Seidlmühle und Griesbauer sowie die beiden angrenzenden Berglehnen den Namen in der Jarz oder Jarz tragen.

### Nachbargemeinden
An die Gemeinde Sankt Bartholomä grenzen im Uhrzeigersinn folgende Gemeinden und Ortschaften: im Norden die Gemeinde Stiwoll mit dem gleichnamigen Hauptort und den Ortsteil Unterweizberg. Im Nordosten die Marktgemeinde Gratwein-Straßengel mit der Streusiedlung Hart und im Osten die Gemeinde Sankt Oswald bei Plankenwarth mit dem gleichnamigen Dorf sowie den beiden Streusiedlungen Langegg und Krainbach. Im Südosten, Süden und Südwesten grenzt die Marktgemeinde Hitzendorf mit den Rotten Neudorfberg, Neudorf, Rohrbach, Altreiteregg sowie den beiden Streusiedlungen Neureiteregg und Michlbach an Sankt Bartholomä. Im Westen verläuft die Grenze zum Bezirk Voitsberg und der Marktgemeinde Stallhofen mit dem Dorf Hausdorf und der Streusiedlung Hausdorfberg, der Ortschaft und Streusiedlung Kalchberg sowie den beiden Streusiedlungen Raß und Lerchegg.

## Geologie
Das Gebiet um Sankt Bartholomä gehört geologisch zum westlichen Grazer Bergland und dem weststeirischen Riedelland. Der südliche Rand des westlichen Grazer Berglandes verläuft durch den nordwestlichen und zentralen Teil des Gemeindegebietes, während das östliche und südliche Gemeindegebiet zum nördlichen Teil des Riedellandes gehören. Entlang des Verlaufs des Liebochbachs befinden sich vor allem holozäne Schuttablagerungen. Vor allem im Osten von Jaritzberg, rund um das Ortszentrum sowie bei Reiteregg treten Miozäne Ton- und Mergelablagerungen des weststeirischen Tertiärbeckens auf, welche teilweise auch als kohleführend beschrieben werden. Zu diesem Tertiärbecken werden auch die bei Lichtenegg auftretenden Rotschuttablagerungen gezählt. Im Norden herrschen die teilweise mit gelbbraunem Flaserkalk und grauem Dolomit durchsetzten Schichten des Grazer Paläozoikums vor. Rund um den Kreuzegg treten Zementmergelschichten des Kainacher Gosaus auf, welche teilweise bergmännisch abgebaut wurden.

## Klima
In der Gemeinde Sankt Bartholomä herrscht ein kontinental geprägtes Klima mit gewitterreichen Sommern und schneearmen Wintern vor. Der Ort liegt in der Klimaregion Westliche Grazer Bucht, welche sich durch teils starke klimatische Unterschiede zwischen den Tallagen und den günstiger gelegenen Riedeln und Hügelrücken auszeichnet. Das Winterhalbjahr zeichnet sich durch eine ausgesprochene Windarmut aus, die vor allem in den Tallagen auch als ausgeprägte Windstille auftreten kann. Die Windrichtung wird dabei von lokalen Windsystemen bestimmt. Im Winterhalbjahr treten häufig tagelang anhaltende Hochnebel und eine Inversionswetterlage auf, während im Sommerhalbjahr Talnebel vorherrschen. Die niedrigen Riedel liegen dabei gegenüber den Tallagen aber vergünstigt und ragen aus den Nebelfeldern hervor. Durch diese vergünstigte Lage haben die Riedel im Vergleich zu den Tälern eine im Durchschnitt um gut zwei Wochen längere Vegetationsperiode und eine geringere Frosthäufigkeit. Aus diesen Gründen findet man auf einigen der Riedel Weingärten.
Über das ganze Jahr verteilt kann es zu deutlichen Niederschlägen kommen, wobei das Maximum im Sommer und das Minimum im Winter liegt. Der durchschnittliche jährliche Niederschlag liegt bei 961 mm. Niederschlagsärmster Monat ist der Jänner mit einer Niederschlagsmenge von 36 mm. Dem gegenüber steht der Juni, welcher mit einem Durchschnitt von 119 mm der niederschlagreichste Monat ist. Die Jahresmitteltemperatur liegt bei 9,0 °C. Der wärmste Monat ist der Juli mit durchschnittlichen 19,2 °C. Im Jänner, dem kältesten Monat, beträgt die Durchschnittstemperatur −2,0 °C.
|                        | Jan  | Feb  | Mär  | Apr  | Mai  | Jun  | Jul  | Aug  | Sep  | Okt  | Nov | Dez  |   |      |
| Mittl. Temperatur (°C) | −2,0 | −0,3 | 4,2  | 9,5  | 13,8 | 17,6 | 19,2 | 18,7 | 14,2 | 9,4  | 4,4 | −0,6 | ⌀ | 9,1  |
| Mittl. Tagesmax. (°C)  | 2,9  | 4,8  | 9,6  | 14,8 | 18,7 | 22,3 | 24,0 | 23,4 | 18,7 | 14,2 | 8,6 | 3,7  | ⌀ | 13,9 |
| Mittl. Tagesmin. (°C)  | −6,2 | −5,0 | −1,3 | 3,3  | 7,8  | 11,4 | 13,1 | 13,0 | 9,2  | 5,0  | 0,9 | −4,1 | ⌀ | 4    |
|                        |      |      |      |      |      |      |      |      |      |      |     |      |   |      |
| Niederschlag (mm)      | 36   | 42   | 59   | 69   | 108  | 119  | 113  | 116  | 98   | 79   | 71  | 51   | Σ | 961  |

| −6,2 |

| −5,0 |

| −1,3 |

| 3,3 |

| 7,8 |

| 11,4 |

| 13,1 |

| 13,0 |

| 9,2 |

| 5,0 |

| 0,9 |

| −4,1 |

| −6,2 |

| −5,0 |

| −1,3 |

| 3,3 |

| 7,8 |

| 11,4 |

| 13,1 |

| 13,0 |

| 9,2 |

| 5,0 |

| 0,9 |

| −4,1 |

| N i e d e r s c h l a g | 36  | 42  | 59  | 69  | 108 | 119 | 113 | 116 | 98  | 79  | 71  | 51  |
|                         | Jan | Feb | Mär | Apr | Mai | Jun | Jul | Aug | Sep | Okt | Nov | Dez |

## Geschichte
Im Jahr 1770 wurden alle Häuser der heutigen Gemeinde zur leichteren Erhebung der Steuern und der Rekruten erstmals mit Hausnummern versehen und zu Ortsgemeinden zusammengefasst, wobei bei der Grenzziehung Rücksicht auf die Pfarrgrenzen genommen wurde. Da damals die Pfarre St. Bartholomä nicht aus geschlossenen Ortschaften bestand, wurde diese einfach nach der Pfarrkirche, dem Schloss Reiteregg sowie nach Ortschaften in den jeweiligen Gebieten benannt. So entstanden neben den Ortsgemeinden Sankt Bartholomä und Reiteregg auch Jaritzberg und Lichtenegg. 1789 wurden einzelne Äcker, Wiesen, Weingärten und Wälder für die Steuererhebung neu vermessen und in den Josefinischen Kataster eingetragen. Da dieser zu ungenau war, wurde die Pfarre 1823 für den Franziszeischen Kataster neu vermessen und die heute noch gültigen Grenzen für Katastralgemeinden, ohne Rücksicht auf die bestehenden Pfarrgrenzen, gezogen. Da dadurch die Grenzen der alten Ortsgemeinden nicht mehr deckungsgleich mit den neuen Katastralgemeinden waren, wurde 1830 eine erneute Hausnummerierung durchgeführt. Als im Jahr 1848 die Grundherrschaften abgeschafft wurden, kamen die bisher eigenständigen Ortsgemeinden als Katastralgemeinden zu Sankt Bartholomä.
Die Ortsgemeinde als autonome Körperschaft entstand 1850. Nach der Annexion Österreichs 1938 kam die Gemeinde zum Reichsgau Steiermark, 1945 bis 1955 war sie Teil der britischen Besatzungszone in Österreich.
In der Gemeinde und ihrer Umgebung befinden sich eine Reihe kleiner, wirtschaftlich nicht abbauwürdiger Erz- und Kohlelagerstätten, die zu jenen des Grazer Paläozoikums gehören. Sie wurden eingehend untersucht.

### Bevölkerungsentwicklung
Bei der letzten von der Statistik Austria durchgeführten Erhebung zum Bevölkerungsstand und -struktur mittels Registerzählung am 31. Oktober 2021 hatte Sankt Bartholomä 1475 Einwohner. Davon hatten 58 eine ausländische Staatsangehörigkeit, wovon 57 aus anderen EU-Staaten, dem Europäischen Wirtschaftsraum oder der Schweiz stammten. Der Ausländeranteil an der Stadtbevölkerung lag damit bei 3,9 Prozent. 49,2 Prozent der Bevölkerung waren männlichen, 50,8 Prozent weiblichen Geschlechts. 20,7 Prozent der Bewohner waren 65 Jahre oder älter, 16,2 Prozent unter 15 Jahren alt.

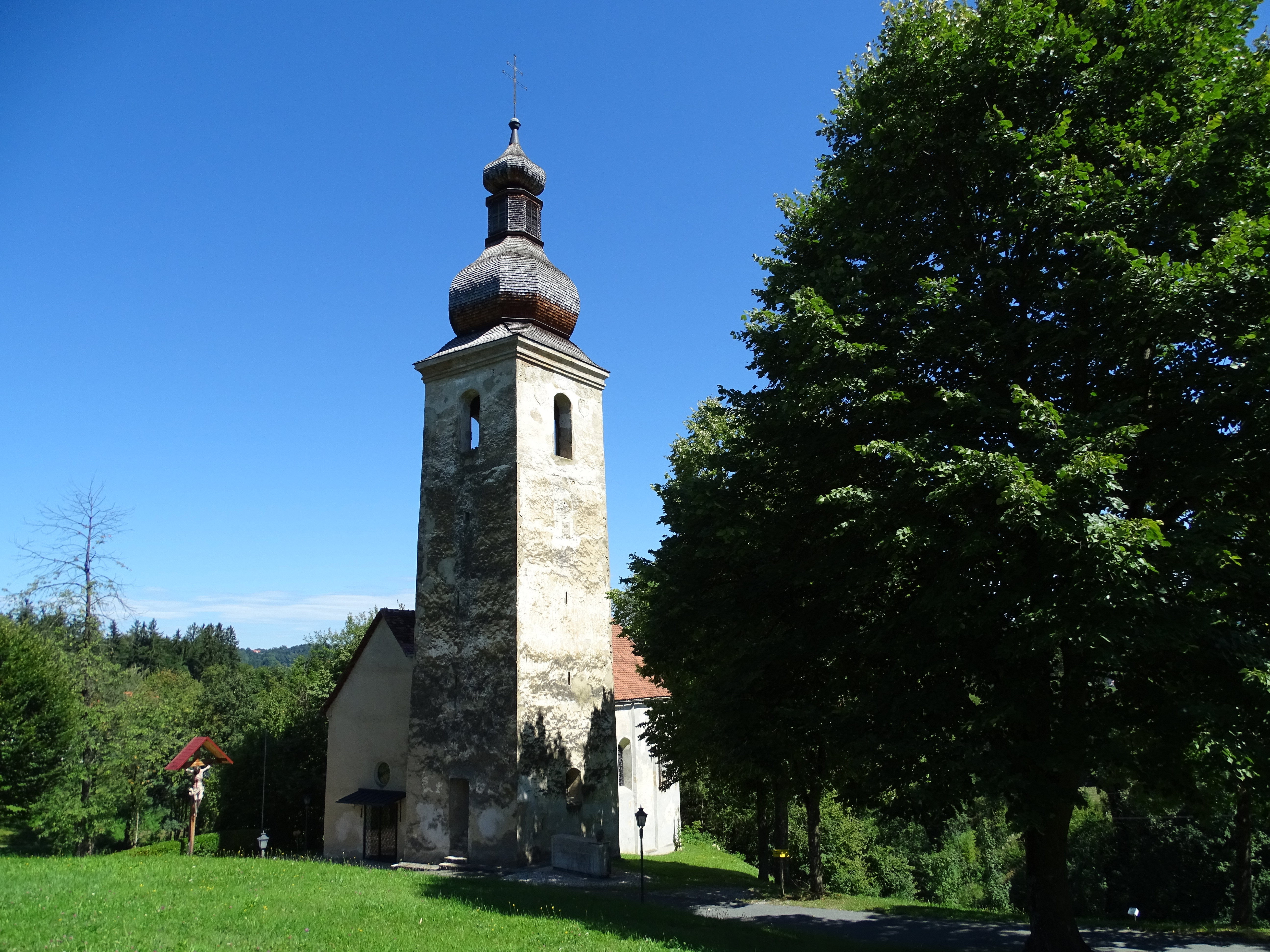
Alte Kirche von Sankt Bartholomä

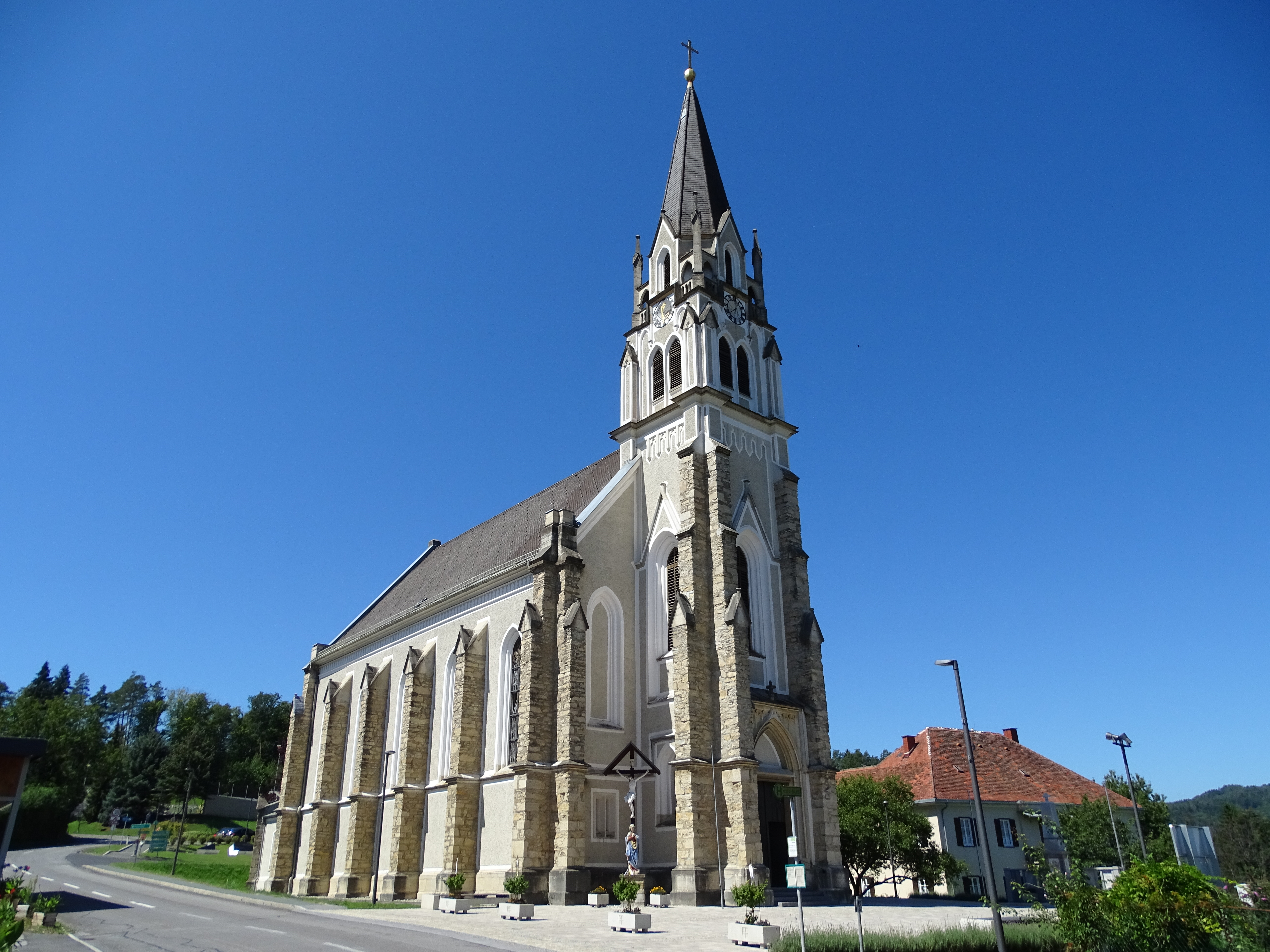
Pfarrkirche

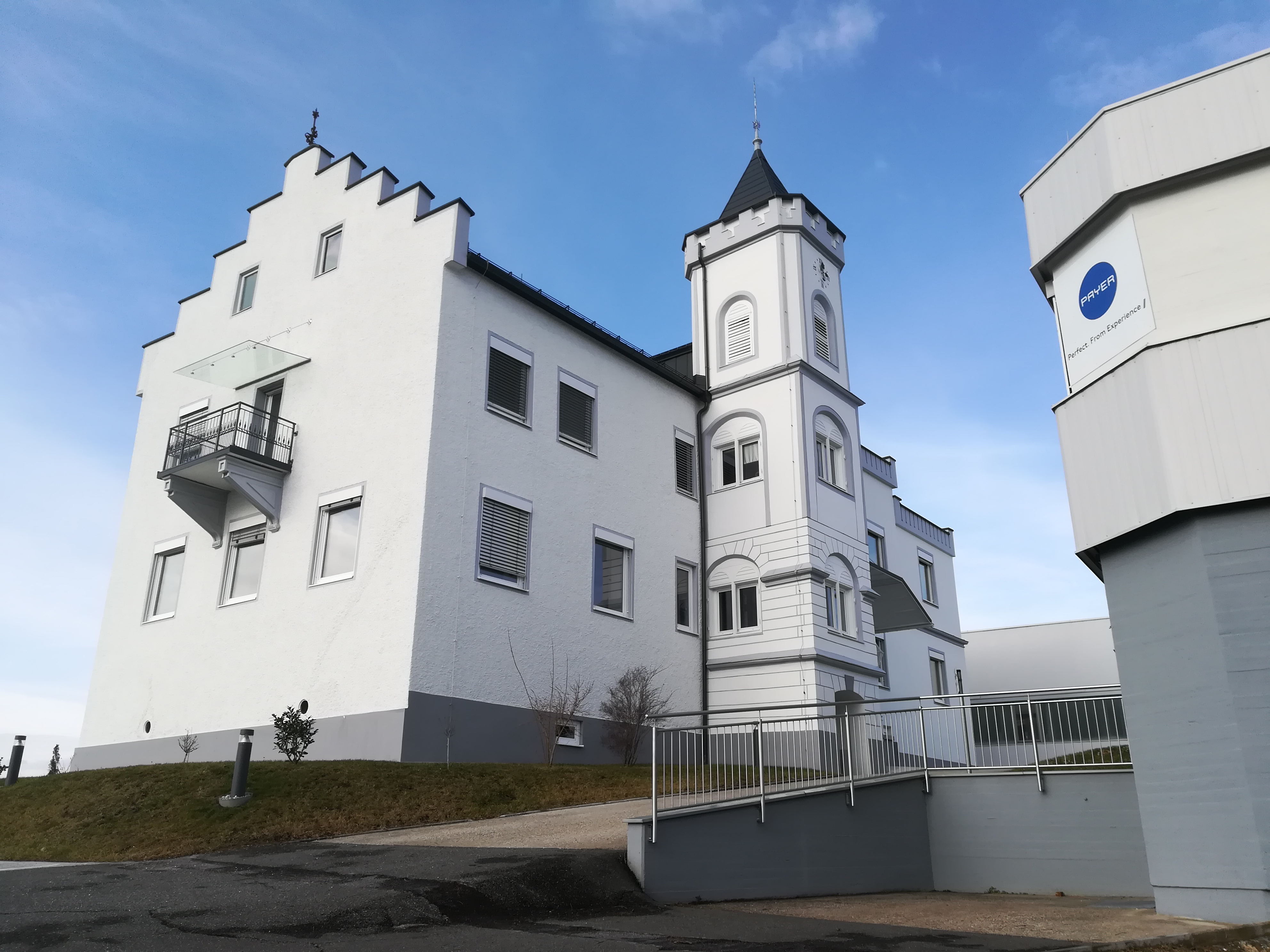
Schloss Sonneck

| Sankt Bartholomä: Einwohnerzahlen von 1869 bis 2024 | Sankt Bartholomä: Einwohnerzahlen von 1869 bis 2024 | Sankt Bartholomä: Einwohnerzahlen von 1869 bis 2024 | Sankt Bartholomä: Einwohnerzahlen von 1869 bis 2024 | Sankt Bartholomä: Einwohnerzahlen von 1869 bis 2024 |
| --------------------------------------------------- | --------------------------------------------------- | --------------------------------------------------- | --------------------------------------------------- | --------------------------------------------------- |
| Jahr                                                |                                                     |                                                     |                                                     | Einwohner                                           |
| 1869                                                | 1869                                                |                                                     | 1.032                                               | 1.032                                               |
| 1880                                                | 1880                                                |                                                     | 1.078                                               | 1.078                                               |
| 1890                                                | 1890                                                |                                                     | 1.063                                               | 1.063                                               |
| 1900                                                | 1900                                                |                                                     | 1.057                                               | 1.057                                               |
| 1910                                                | 1910                                                |                                                     | 1.107                                               | 1.107                                               |
| 1923                                                | 1923                                                |                                                     | 1.017                                               | 1.017                                               |
| 1934                                                | 1934                                                |                                                     | 990                                                 | 990                                                 |
| 1939                                                | 1939                                                |                                                     | 980                                                 | 980                                                 |
| 1951                                                | 1951                                                |                                                     | 1.043                                               | 1.043                                               |
| 1961                                                | 1961                                                |                                                     | 1.073                                               | 1.073                                               |
| 1971                                                | 1971                                                |                                                     | 1.159                                               | 1.159                                               |
| 1981                                                | 1981                                                |                                                     | 1.220                                               | 1.220                                               |
| 1991                                                | 1991                                                |                                                     | 1.361                                               | 1.361                                               |
| 2001                                                | 2001                                                |                                                     | 1.400                                               | 1.400                                               |
| 2011                                                | 2011                                                |                                                     | 1.373                                               | 1.373                                               |
| 2021                                                | 2021                                                |                                                     | 1.475                                               | 1.475                                               |
| 2024                                                | 2024                                                |                                                     | 1.503                                               | 1.503                                               |
| Quelle(n): Statistik Austria, Gebietsstand 1.1.2021 |                                                     |                                                     |                                                     |                                                     |

## Kultur und Sehenswürdigkeiten

### Bauwerke
In St. Bartholomä befinden sich eine Reihe an historischen und sehenswerten Bauwerken, von denen vier die unter Denkmalschutz stehen.
- Die Alte Kirche ist die ehemalige Pfarrkirche des Ortes und wurde um das Jahr 1200 erbaut.

1867 verlor sie ihre Funktion als Pfarrkirche und wurde baufällig. Sie dient seit einer, von Hanns Koren organisierten, Renovierung im Jahr 1975 als Aufbahrungshalle sowie Konzert- und Museumsraum.
- Die Pfarrkirche Sankt Bartholomä wurde ab 1864 erbaut und 1867 geweiht. Sie wurde im neugotischen Stil errichtet.[12]
- Die Bartholomäer Kegelstatt ist eine 1894 in leichter Ständerbauweise errichtete Kegelbahn. Das Dach besteht aus, in Fischgrätmuster angeordneten, Schindeln aus Fichtenholz. Sie wurde von 2007 bis 2008 renoviert.[13]
- Das Schloss Sonneck, in dem sich der Hauptsitz der PAYER Group befindet.

### Museen
Die Korenstub’n ist eine Ausstellung in der „Alten Kirche“. Sie zeigt im Glockenturm den Nachlass von Hanns Koren, der als Volkskundler eng mit Sankt Bartholomä verbunden und hier begraben ist.

## Wirtschaft und Infrastruktur

### Wirtschaftsstruktur
Die meisten der Erwerbstätigen Bewohner der Gemeinde waren im Jahr 2021 im Dienstleistungssektor und dort vor allem im Bereich „Handel“ tätig. Im Vergleich zum Jahr 2011 ist die Anzahl in die meisten der von der Statistik Austria ausgewiesenen Bereiche gewachsen. Vor allem die Anzahl der Beschäftigen im Bereich „Herstellung von Waren“ hat sich mehr als vervierfacht. Einen starken Rückgang gab es aber des im Primärsektor verorteten Bereich „Land- und Forstwirtschaft“. Die Zahl der Beschäftigten nahm dort innerhalb von zehn Jahren um fast 45 Prozent ab, was im Vergleich zu einem Rückgang von etwa mehr als 30 Prozent im gesamten Bezirk Graz-Umgebung hoch.

### Verkehr
Sankt Bartholomä liegt abseits der Hauptverkehrsstraßen an der Landesstraße zwischen dem Tal des Liebochbaches und Stallhofen. Die Süd Autobahn A 2 ist in ca. 16 km über die Anschlussstelle Mooskirchen (200) zu erreichen. Die Packer Straße B 70 von Graz nach Klagenfurt und Voitsberg ist etwa zwölf Kilometer entfernt.
In Sankt Bartholomä befindet sich kein Bahnhof. Der Hauptbahnhof Graz ist ca. 18 km entfernt und ist mit der stündlich- bis zweistündlichen Direktverbindung der Buslinie 712 von Sankt Bartholomä erreichbar.
Die Entfernung zum Flughafen Graz beträgt ca. 25 km.

### Ansässige Unternehmen
Der größte Arbeitgeber in Sankt Bartholomä ist die PAYER International Technologies GmbH & Co. KG, ein Hersteller von Rasierapparaten. Hier befindet sich das Forschungs- und Entwicklungszentrum der PAYER Group.

## Politik

### Bürgermeister
Seit 1870 hatte Sankt Bartholomä folgende Bürgermeister:
- 1870–1897 Johann Track
- 1897–1900 Vinzenz Fragner
- 1901–1919 Andreas Schützenhöfer
- 1919–1939 Johann Marchel
- 1940–1941 August Schober
- 1941–1945 Franz Suppan
- 1945–1946 Johann Marchel
- 1947–1955 Johann Reicher
- 1955–1970 Josef Dirnberger
- 1970–1982 Johann Reicher
- 1982–2005 Erich Gogg
- 2005–0000 Josef Birnstingl

Bürgermeister ist seit 2005 Josef Birnstingl (ÖVP), der zugleich auch Amtsleiter des Gemeindeamts ist.
Dem Gemeindevorstand gehören weiters Vizebürgermeister Werner Kahr (ÖVP) und Gemeindekassier Franz Moritz (ÖVP) an.

### Gemeinderat
Der Gemeinderat besteht aus 15 Mitgliedern.
- Seit der Gemeinderatswahl 2020 hatte der Gemeinderat die folgende Mandatsverteilung: 12 ÖVP, 2 SPÖ und 1 FPÖ.[16]
- Seit der Gemeinderatswahl 2025 hat der Gemeinderat die folgende Mandatsverteilung: 11 ÖVP, 2 SPÖ und 2 FPÖ.[17]

Die letzten Gemeinderatswahlen brachten die folgenden Ergebnisse:
| Partei          | 2020    | 2020 | 2020    | 2015 | 2015 | 2015 | 2010 | 2010 | 2010 | 2005 | 2005 | 2005 | 2000 | 2000 | 2000 |
| Partei          | Stimmen | %    | Mandate | Sti. | %    | M.   | Sti. | %    | M.   | Sti. | %    | M.   | Sti. | %    | M.   |
| --------------- | ------- | ---- | ------- | ---- | ---- | ---- | ---- | ---- | ---- | ---- | ---- | ---- | ---- | ---- | ---- |
| ÖVP             | 684     | 75   | 12      | 721  | 72   | 11   | 736  | 73   | 11   | 663  | 67   | 11   | 504  | 57   | 9    |
| SPÖ             | 138     | 15   | 2       | 181  | 18   | 03   | 210  | 21   | 03   | 264  | 27   | 04   | 236  | 27   | 4    |
| FPÖ             | 92      | 10   | 1       | 098  | 10   | 01   | 062  | 06   | 01   | 060  | 06   | 0    | 143  | 16   | 2    |
| Wahlbeteiligung | 77 %    | 77 % | 77 %    | 87 % | 87 % | 87 % | 89 % | 89 % | 89 % | 88 % | 88 % | 88 % | 84 % | 84 % | 84 % |

### Wappen
Die Verleihung des Gemeindewappens erfolgte mit Wirkung vom 1. August 1984.
Blasonierung (Wappenbeschreibung):„In Rot ein goldenes Kreuz, der rechte Balken von einem goldenen Doppelbalkenkreuz unterlegt.“

## Ehrenbürger
- Anton Rintelen, Landeshauptmann der Steiermark, seit 1922
- Otto von Habsburg, seit 1934
- Herr Gattermeier (Vorname unbekannt), seit 1935
- Josef Dirnberger, Bürgermeister, seit 1970
- Hanns Koren, Landtagspräsident der Steiermark, seit 1973
- Eduard Payer, Unternehmer, seit 1973
- Johann Reicher, Bürgermeister, seit 1984
- Josef Krainer junior, Landeshauptmann der Steiermark, seit 1984
- Hans Huber, seit 1993
- Erich Gogg, Bürgermeister, seit 2006